# Store Kattinge Sø
Store Kattinge Sø är en sjö i Danmark. Den ligger i Region Själland, i den östra delen av landet. Arean är 0,42 kvadratkilometer och sjön sträcker sig 1,4 kilometer i nord-sydlig riktning, och 0,7 kilometer i öst-västlig riktning.
I omgivningarna runt Store Kattinge Sø växer i huvudsak blandskog och jordbruksmark.